# Kutantaka
Kutantaka är en ort i Mexiko.   Den ligger i kommunen Navojoa och delstaten Sonora, i den nordvästra delen av landet, 1 400 km nordväst om huvudstaden Mexico City. Kutantaka ligger 35 meter över havet och antalet invånare är 328.
Terrängen runt Kutantaka är platt. Runt Kutantaka är det ganska glesbefolkat, med 36 invånare per kvadratkilometer. Närmaste större samhälle är Navojoa, 8,5 km sydost om Kutantaka. Trakten runt Kutantaka består till största delen av jordbruksmark.